# Oltregiordano

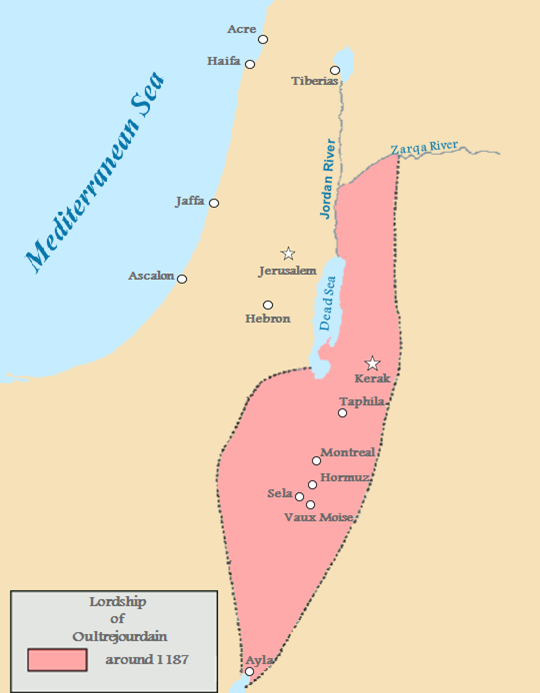
Gli Stati crociati attorno al 1100.

Oltregiordano (in francese antico Oultrejordain o Oultrejourdain) fu il nome usato durante le Crociate per una vasta e in parte indefinita regione ad est del fiume Giordano, un'area conosciuta nell'antichità come Edom e Moab. Fu chiamata anche  Signoria di Montréal, oppure Transgiordania in latino; comprendeva il territorio che sarebbe più tardi diventato parte dell'Emirato di Transgiordania e il moderno Stato della Giordania.

## Geografia e demografia
L'Oltregiordano si estendeva verso sud, attraversato il deserto del Negev fino al golfo di Aqaba (Ile de Graye, oggi Isola del Faraone).
A nord e ad est (l'antica Gilead) non c'erano veri confini: a nord era il Mar Morto e ad est erano le strade delle carovane e dei pellegrini, diretti verso l'islamico Hijaz. 
Il controllo di queste aree era conteso dal Sultano di Damasco, ma i Crociati e il Sultano non si incontrarono frequentemente in questo luogo per combattere o per altri scopi.
La maggior parte degli abitanti dell'Oltregiordano era composta da nomadi beduini sciiti, che furono abbandonati a loro stessi dai crociati anche se il re imponeva tasse alle carovane di passaggio; invece molti dei sirani ortodossi che vivevano lì, nel 1115 furono trapiantati a Gerusalemme per ripopolare il vecchio quartiere ebreo, i cui abitanti erano stati uccisi o espulsi.
I crociati diffidavano dei pochissimi cristiani che vivevano nell'Oltregiordano, nomadi o semi-nomadi.
La terra era relativamente adatta per l'agricoltura: vi si coltivavano frumento, melograni e olive; inoltre va ricordato il sale che si raccoglieva nel Mar Morto.

## Signoria crociata d'Oltregiordano
Fu uno dei quattro maggiori vassalli del Regno di Gerusalemme secondo Giovanni di Ibelin che, scrivendo nel XIII secolo, lo chiamò Signoria, anche se potrebbe essere stato un Principato nel XII secolo.

A causa delle dimensioni e della relativa inaccessibilità dell'area, i Signori dell'Oltregiordano tendevano a rivendicare una qualche indipendenza dal Regno. I suoi confini per la maggior parte rimasero indefiniti malgrado essa restasse pur sempre una delle più vaste signorie.
 
D'altro canto, per tradizione, i governanti dell'Oltregiordano non potevano contemporaneamente detenere alcuna altra carica nel regno, così essi erano in parte tagliati fuori dalla vita politica. 
Toron vicino a Tiro e Nablus in Giudea, anche se non si trovano nell'Oltregiordano, ebbero a volte gli stessi governanti, di solito come conseguenza di matrimoni. 

### Storia
La prima spedizione nell'area fu guidata da Baldovino I di Gerusalemme nel 1100, e poi di nuovo nel 1107 e nel 1112.
Prima della Prima crociata l'Oltregiordano era controllato dai Fatimidi d'Egitto, i cui rappresentanti (originariamente molto pochi) si ritirarono all'arrivo dei crociati.

Le varie tribù locali fecero in fretta pace con i crociati.
Nel 1115 Baldovino costruì il castello di Montréal per controllare le rotte delle carovane musulmane, dalle quali derivarono enormi entrate per il Regno. 
La Signoria fu istituita dopo la spedizione di Baldovino I, che potrebbe averla data a Romano di Le Puy nel 1118, ma probabilmente rimase sotto il controllo della Corona fino al 1134 quando Pagano il Coppiere ne fu creato signore (1134 - 1147); 
attorno a quello stesso anno 1134 scoppiò una rivolta contro re Folco, capeggiata dal conte di Giaffa Ugo II di Le Puiset e da Romano di Le Puy, forse Signore di Oltregiordano, che furono sconfitti ed esiliati.
Nel 1142, Folco costruì il castello di Kerak (Crac dei Moabiti), che si affiancò al Crac di Montréal (in arabo era chiamato Shawbak) come piazzaforte per i crociati nell'area; tra gli altri castelli dell'Oltregiordano vi erano Safed e Subeibe.
Nel 1148 il Signore dell'Oltregiordano fu coinvolto nella decisione di attaccare Damasco durante la Seconda crociata, nonostante la tregua tra Gerusalemme e Damasco, vitale per la sopravvivenza del regno e soprattutto della Signoria; 
la crociata terminò nella sconfitta e la sicurezza della Signoria diminuì di conseguenza.
Tra il 1148 ed il 1161 la signoria tornò alla Corona, 
o forse andò a Maurizio di Montréal, questi la lasciò a sua figlia Isabella (c. 1125 - 1166) e a suo marito Filippo de Milly, che fu costretto a rinunciare alla signoria di Nablus per poter essere riconosciuto governante dell'Oltregiordano. 
Ma probabilmente si trattò di uno scambio con il re Baldovino III che così prendeva il controllo della parte meridionale del regno affidandola a un potente e leale vassallo, al termine delle lotte con sua madre Melisenda che nel luglio 1161 giaceva morente. 

Dopo la morte di sua moglie Isabella, Filippo (che governò l'Oltregiordano dal 1161 al 1168) divenne un monaco-guerriero ed infine Gran Maestro dei Cavalieri templari. 

Nel frattempo il loro genero Umfredo III di Toron, figlio del connestabile reale Umfredo II, divenne governante dell'Oltregiordano per diritto derivante dal matrimonio con la loro figlia Stefania de Milly. 

I successivi mariti di Stefania divennero a loro volta Signori d'Oltregiordano.
Rinaldo di Châtillon, ex Principe d'Antiochia per matrimonio con Costanza, nel 1177 divenne signore d'Oltregiordano sposando Stefania.

Egli cominciò a sostenere che il re non aveva alcuna autorità nell'Oltregiordano ed agì come un piccolo re. 

Egli usò la sua posizione per attaccare pellegrini e carovane, e minacciò di la stessa Mecca, provocando l'invasione del regno, nel 1187, da parte di Saladino, che giustiziò personalmente Rinaldo, dopo la battaglia di Hattin il 4 luglio dello stesso anno.

Nel 1189 Saladino aveva già conquistato l'intero Oltregiordano e distrutto i suoi castelli.

Nel 1229 Gerusalemme fu, per un breve periodo recuperata grazie ad un trattato da Federico II di Svevia, ma il residuo regno non controllò mai più i territori ad est del Giordano. 
Naturalmente il principato fu reclamato per lungo tempo da nobili crociati, il titolo passò ai discendenti di Isabella di Toron, figlia di Stefania, e per varie generazioni appartenne alla famiglia Montfort, che erano signori di Tiro.

Dopo gli anni 1350, quando i Montfort si estinsero senza eredi diretti, il diritto ereditario passò, presumibilmente, ai re di Cipro anch'essi discendenti dei signori di Toron e Tiro.

### Vassalli
La signoria comprendeva l'area attorno a Petra, dove fu istituito un arcivescovato sottoposto all'autorità del Patriarca latino d Gerusalemme.

All'epoca di Filippo di Nablus, l'araba Petra era un feudo vassallo dei principi d'Oltregiordano.

## Signori d'Oltregiordano
- 1117: Ugo, visconte di Transgiordania[1];
- 1118 c. - 1126: Romano di Le Puy[2];
- 1126 - 1147: Pagano il Coppiere;
- 1148 - 1161: Il feudo torna alla Corona, Baldovino III di Gerusalemme lo cede a Filippo de Milly in cambio della signoria di Nablus;
- 1161 - 1167: Filippo de Milly, marito di Isabella, figlia di Maurizio di Montreal; nel 1167 Filippo, rimasto vedovo, abbandonò il suo feudo per farsi Cavaliere Templare;
- 1167 - 1168: Elena de Milly, figlia maggiore di Filippo e moglie di Gualtiero III di Brisebarre, Signore di Beirut, che eserciterà il potere sulla signoria anche quando questa passerà alla figlia;
- 1168: Beatrice di Brisebarre, figlia di Elena e Gualtiero;
- 1168 - 1189: Stefania de Milly seconda figlia di Filippo de Milly, i cui mariti eserciteranno il potere sulla signoria:

1168 - 1173: Umfredo III di Toron, primo marito di Stefania,
1173 - 1174: Milone di Plancy, secondo marito di Stefania,
1176 - 1187: Rinaldo di Châtillon, terzo marito di Stefania,
1187 - 1189: Umfredo IV di Toron, figlio di Stefania e del suo primo marito Umfredo III of Toron, principe titolare di Oltregiordano, Signore di Toron;
- 1187 - 1189: Saladino completa la conquista della signoria e la distruzione dei suoi castelli;
- Alice d'Armenia, nipote di Umfredo, e suo marito Raimondo di Antiochia.